# 놉피땀군
놉피땀군은 나콘시탐마랏주의 행정 구역이다. 이 지역의 총 인구 수는 2005년 기준으로 29670명이다. 인구 밀도는 41.2km2이다.

## 행정 구역
| 번호 | 지명        | 태국어 지명 | 빌리지 | 인구  |  |
| 1.   | Nopphitam   | นบพิตำ       | 9      | 7,539 |  |
| 2.   | Krung Ching | กรุงชิง       | 11     | 8,185 |  |
| 3.   | Karo        | กะหรอ       | 9      | 7,039 |  |
| 4.   | Na Reng     | นาเหรง      | 9      | 6,907 |  |

|  | 이 글은 지리에 관한 토막글입니다. 여러분의 지식으로 알차게 문서를 완성해 갑시다. |